# Річки Словаччини
Це список річок у Словаччині. Перелік поділяється на кілька розділів, в яких річки розташовані в алфавітному порядку, за довжиною, та по річковому басейну.

## Алфавітний список
1. Бебрава: 47.2 км
2. Бела: 23.6 км, 36.3 км, якщо включати Тихий потік
3. Беліна: 19.3 км
4. Б'єла: 29 км
5. Біла Орава: 37 км
6. Білка (притока Дунайця): 40 км (з того 19.8 км у Словаччині та 13 км є словацько-польським кордоном)
7. Б'єла вода (притока Вагу): 25.2 км
8. Білий Ваг: 30.3 км
9. Блава: 47.5 км
10. Блг: 52.5 км
11. Боца: 18.5 км
12. Бодрог: 123 км (15 км у Словаччині)
13. Бодва: 110 км (48.4 км у Словаччині)
14. Бойнянка: 25 км
15. Бошачка: 21.5 км (17 км у Словаччині)
16. Брезовський потік: 21 км
17. Бур: 23 км
18. Бистрянка: 18.8 км
19. Бистриця (притока Грону): 22.9 км
20. Бистриця (притока Кисуці): 31.3 км
21. Ваг: 403 км
22. Варінка: 24.7 км
23. Влара: 42.5 км (у Словаччині 10.5 км)
24. Врбовец: 28.5 км
25. Врбовок: 27 км
26. Вичома: 23 км
27. Видранка: 13.5 км
28. Видриця: 17 км
29. Вирава: 24.9 км
30. Гідра: 40.5 км
31. Гандловка: 32 км
32. Гнилець: 88.9 км
33. Голешка: 27.7 км
34. Горнад: 193 км (19 км словацько-угорський кордон)
35. Грон: 298 км
36. Гучава: 28.5 км
37. Гутна: 15.4 км
38. Ґортва: 33 км
39. Деменовка: 18.4 км
40. Дерня: 36.2 км
41. Длги канал: 51 км
42. Доманіжанка: 19.7 км
43. Древениця: 25 км
44. Дрєтомиця: 22.5 км (13.5 км у Словаччині)
45. Дубова: 21.5 км
46. Дудваг: 97 км
47. Дунай: 2850 км (172 км у Словаччині, з того 7.5 км словацько-австрійський кордон, 22.2 км Словаччина та 142 км словацько-угорський кордон)
48. Дунаєць: 251 км (17 км словацько-польський кордон)
49. Душа: 41.1 км
50. Єлешня: 24 км
51. Золна: 28 км
52. Житава: 99.3 км
53. Іда: 56.6 км
54. Іновец: 18.5 км
55. Іпель: 232.5 км (майже 140 км словацько-угорського кордону)
56. Каменец: 21.4 км
57. Каменістий поток: 25.6 км
58. Кецкий поток: 32 км
59. Кежмарська Біла вода: 19.1 км
60. Кланечниця: 25 км (з того 18 км у Словаччині)
61. Кластавський поток: 30 км
62. Кленовська Римава: 21.2 км
63. Кляк: 21.5 км
64. Копровниця: 27 км
65. Криванський поток: 48.2 км
66. Кртиш: 36.5 км
67. Крупиниця: 65.4 км
68. Кисуца: 66.3 км
69. Лаборець: 135.5 км
70. Ладомірка: 20.5 км
71. Латориця: 188 км (38 км у Словаччині)
72. Ледниця: 21.4 км
73. Левочський потік: 25.4 км
74. Лиска: 22 км
75. Литава: 44 км
76. Лівіна: 24 км
77. Лутилський потік: 19 км
78. Лужянка: 25 км
79. Любохнянка: 24 км
80. Мачаций потік: 26.3 км
81. Махнач: 21.5 км
82. Мала Нітра: 31.1 км
83. Малина: 47.2 км
84. Малий Дунай: 128 км
85. Мариковський потік: 21.5 км
86. Млиниця: 22.5 км
87. Морава: 353.1 км (з того 114 км словацько-чеський та словацько-австрійський кордони)
88. Мурань: 48.8 км
89. Миява: 79 км
90. Нересниця: 25.5 км
91. Нітра: 196.7 км
92. Нітриця: 51.4 км
93. Окна: 37.3 км
94. Олька: 39.2 км
95. Олшава: 49.9 км
96. Ондава: 146.5 км
97. Ондавка: 31 км
98. Орава : 60.3 км (111.3 км включаючи Bielej Oravy)
99. Оравиця: 32 км
100. Палуджянка: 18 км
101. Папраднянка: 21.3 км
102. Париж: 41.5 км
103. Парна: 38.5 км
104. Перец: 53.5 км
105. Плахтинський потік: 35.5 км
106. Подградський потік: 18.9 км
107. Подлужанка: 37 км
108. Полгоранка: 26.5 км
109. Попрад: 169 км (107 км у Словаччині, 31.1 км словацько-польський кордон)
110. Пружинка: 17.7 км
111. Радіша: 26 км
112. Радомка: 30.5 км
113. Радошинка: 31.9 км
114. Райчанка: 47.5 км
115. Ревуца: 33.1 км
116. Рієка (притока Дунайця): 17.7 км
117. Рімава: 88 км
118. Рімавиця: 32.5 км
119. Рогозна: 20.6 км
120. Ронява: 51 км (41 км у Словаччині, з того 13.5 км словацько-угорський кордон)
121. Рудава: 45 км
122. Рудниця: 21 км
123. Секчов: 44.3 км
124. Сикениця: 46.2 км
125. Слана: 229.4 км (110 км у Словаччині)
126. Слатина: 55.2 км
127. Смречанка: 18 км
128. Стара рієка: 41 км
129. Столичний потік: 38.9 км
130. Студений потік (притока Орави): 26.7 км
131. Студений потік (притока Попраду): 17.4 км
132. Сучанка: 19.7 км
133. Суха: 35.1 км
134. Свіниця: 21 км
135. Свінка: 50.8 км
136. Теплиця (притока Мияви): 34 км (28 км у Словаччині)
137. Теплиця (притока Турца): 26.5 км
138. Тепличка: 26.5 км
139. Тиса: 966 км (5.2 км словацько-угорський кордон)
140. Тисовник: 41 км
141. Тепла: 129.8 км
142. Ториса: 129 км
143. Товарський потік: 20.1 км
144. Трнавка (притока Дудвагу): 43 км
145. Трнавка (притока Ондави): 37.1 км
146. Трстіє: 18 км
147. Тугарський потік: 27.8 км
148. Турець (притока Вагу): 66.3 км
149. Турієц (притока Сланої): 50.2 км
150. Турня: 32 км
151. Ублянка: 27.5 км (21.5 км у Словаччині)
152. Удава: 38.3 км
153. Уж: 127 км (21.3 км у Словаччині)
154. Уличка: 28 км (24 км у Словаччині)
155. Хлмец: 36.1 км
156. Хохолниця: 22.3 км
157. Хотчянка: 25 км
158. Хотина: 29 км
159. Хреновка: 20 км
160. Хтелничка: 19.7 км
161. Хвойниця: 31.5 км
162. Ціроха: 56.6 км
163. Черешньовий потік: 24.5 км
164. Чєрна Вода (притока Малого Дунаю): 105.5 км
165. Черна Вода (притока Ужа): 23.5 км
166. Черний Грон: 25.8 км
167. Чєрний Ваг: 39 км
168. Чєрнянка: 23 км (14.5 км у Словаччині)
169. Чремошна: 27.8 км
170. Шард: 25.1 км
171. Широчина: 20 км
172. Штявниця (притока Іпеля): 54.6 км
173. Штявниця (притока Вагу): 18 км
174. Штявник: 18.7 км
175. Штитник: 32.8 км
176. Яблонка: 33 км
177. Якуб'янка: 21.2 км
178. Ярч'є: 27 км
179. Ясениця: 23 км
180. Яворовий Потік: 19.3 км (з того 2 км словацько-польського кордону)

## За довжиною (на території Словаччини)
1. Ваг: 403 км
2. Грон: 298 км
3. Іпель: 232.5 км
4. Нітра: 196.7 км
5. Горнад: 193 км
6. Дунай: 172 км
7. Ондава: 146.5 км
8. Лаборець: 135.5 км
9. Тепла: 129.8 км
10. Ториса: 129 км
11. Малий Дунай: 128 км
12. Морава: 114 км
13. Слана: 110 км
14. Попрад: 107 км
15. Чієрна вода (притока Малого Дунаю): 105.5 км
16. Житава: 99.3 км
17. Дудваг: 97 км

## За стоком
1. Дунай (в Комарно): 2291 м³/с
2. Тиса (при кордоні): 378 м³/с
3. Ваг (в гирлі): 196 м³/с
4. Морава (в Девині): 120 м³/с
5. Бодрог 115 м³/с
6. Грон (в Железьовце): 56 м³/с
7. Орава (в Дієровій): 34.5 м³/с
8. Уж (в Лекаровце): 33 м³/с
9. Латориця (в Вельке Капушани): 32 м³/с
10. Дунаєць (в П'єніни (національний парк)): 24.5 м³/с
11. Нітра (в гирлі): 24 м³/с
12. Ондава (в Горовце): 21 м³/с
13. Іпель (в Іпельском Сокольці): 20.6 м³/с
14. Горнад (в Кисаку): 19 м³/с
15. Попрад (в Хмельниці): 17 м³/с
16. Кисуца (в Кисуцком Новом Месті): 16 м³/с
17. Лаборець (в Міхайлівцях): 15.5 м³/с
18. Слана (в Ленартовце): 14.5 м³/с
19. Турієць (в Мартіні): 11 м³/с

## За площею басейну на території Словаччини
1. Ваг: 19728 км²
2. Бодрог: 7216.6 км²
3. Грон: 5464.5 км²
4. Нітра: 5140.6 км²
5. Лаборець: 4522.7 км²
6. Горнад: 4311 км²
7. Іпель: 3648.7 км²
8. Ондава: 3382.4 км²
9. Слана: 3171.4 км²
10. Чієрна вода (притока Малого Дунаю): 2709.3 км²
11. Латориця: 2486 км²
12. Морава: 2213.5 км²
13. Дудваг: 1619.7 км²
14. Орава: 1605.1 км²
15. Попрад: 1591.8 км²
16. Ториса: 1506 км²
17. Рімава: 1379.6 км²
18. Тепла: 1349 км²
19. Житава: 1243.7 км²
20. Дунай: 1128 км²
21. Уж: 1100 км²
22. Кисуца: 1037.7 км²
23. Турець (притока Вагу): 933.9 км²
24. Бодва: 890.4 км²
25. Миява: 806.4 км²
26. Слатіна: 792.6 км²
27. Чієрна вода (притока Ужу): 763.3 км²
28. Гнилець: 654.9 км²
29. Бебрава: 634.2 км²
30. Крупниця: 551 км²